# رسدورف (شلسویگ-هولشتاین)
رسدورف (به آلمانی: Reesdorf) یک شهر در آلمان است که در رندسبورگ-اکرنفورده واقع شده‌است. رسدورف ۱۴۴ نفر جمعیت دارد.